# Óli Breckmann

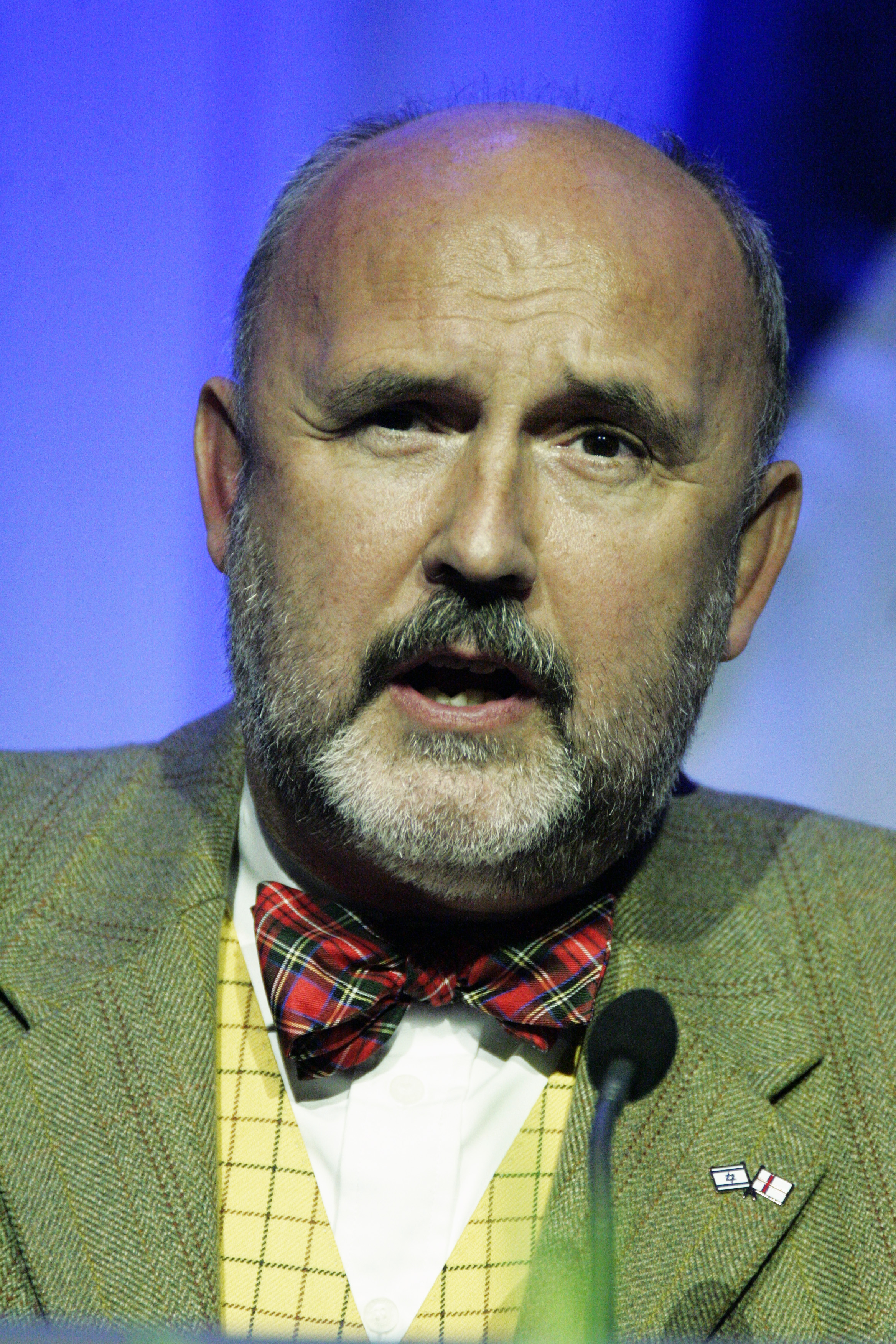
Óli Breckmann

Óli Breckmann (* 30. März 1948 in Tórshavn, Färöer) ist ein färöischer Politiker des konservativen Fólkaflokkurin.

## Leben
Óli Breckmann ist der Sohn von Astrið Dahl-Olsen und Ludvig Breckmann aus Tórshavn. Verheiratet ist er mit Birna Midjord aus Argir.
Breckmann ist studierter Anglist (Universität Edinburgh 1971) und Gesellschafts- und Wirtschaftshistoriker (Universität Bristol 1974). 1974 bis 1984 war er Studienrat am Gymnasium der Färöer. 1975 bis 1991 und 1998 bis 2002 war er Chefredakteur der Zeitung Dagblaðið (2002 eingestellt).
Seit 1974 ist Breckmann Mitglied des färöischen Parlaments Løgting. 1995 bis 2004 war er Fraktionsvorsitzender seiner Partei. 1984 bis 2001 saß er zusätzlich im dänischen Folketing.

## Publikationen
- Stavnurin, politiskt greinasavn 1984
- Jól á Halanum, 1989
- Skálvíksdrongur sildakongur, 2001